# How Ace Are Buildings
How Ace Are Buildings – debiutancki album studyjny zespołu A wydany w roku 1997 za pośrednictwem Epic Records. Album został wznowiony w roku 1998 w formie kasety i winylu. Kaseta zawiera te same utwory, winyl zaś zawiera remiksy autorstwa zespołu „A”.  Płyta gramofonowa została wydana w nakładzie 500 egzemplarzy.

## Lista utworów

### Kaseta, CD
1. "Turn It Up" – 1:33
2. "Foghorn" – 3:04
3. "Cheeky Monkey" – 3:36
4. "Number One" – 3:50
5. "Bad Idea" – 2:21
6. "Sing-A-Long" – 4:20
7. "Winter Of '96" – 5:28
8. "Out Of Tune" – 4:19
9. "Fistral" – 3:59
10. "House Under The Ground" – 4:01
11. "Five In The Morning" – 3:41
12. "Ender" – 18:07

### Płyta winylowa
1. "Turn It Down"
2. "Number One (Happy Valley Ranch Mix)"
3. "Alright (Live)"
4. "Bad Idea (Live)"
5. "Sing-A-Long (Post Term Audit Mix)"
6. "Five In The Morning (DJ Mental Visuals Mix)"
7. "Foghorn (Live)"
8. "Barnyard"
9. "Demolished House"
10. "Callhimin"
11. "Cheeky Monkey (Live)"
12. "Fistral (Major Threat Mix)"
13. "Out Of Tune (Live)

## Single
- "Bad Idea"
- "Foghorn"
- "Sing-A-Long"
- "Number One"